# Sociável

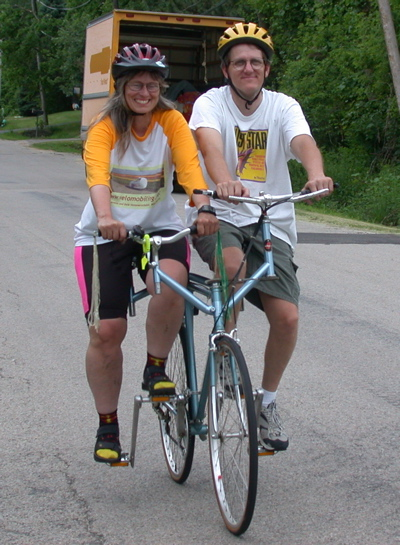
Duas pessoas utilizando uma Sociável

A Sociável é uma bicicleta que comporta dois ciclistas sentados lado a lado.
Esse tipo de bicicleta não deve ser confundido com uma bicicleta tandem, já que "tandem" é definido como: "conjunto de duas unidades dispostas uma atrás da outra".

## História
A Sociável foi inventada por Hubert Opperman.
Ela existe em seu formato básico há cerca de 100 anos. Foi divulgada inicialmente pela empresa Punnett Cycle. Ela tem sido utilizada historicamente como uma bicicleta de cortejo, onde cavalheiros aproveitam seu tempo com jovens damas em uma atividade que permite maior proximidade.